# Biskupice (gmina Brudzeń Duży)
Biskupice – wieś w Polsce położona w województwie mazowieckim, w powiecie płockim, w gminie Brudzeń Duży.
Wieś wchodzi w skład sołectwa Murzynowo.
Wieś duchowna położona była w drugiej połowie XVI wieku w powiecie płockim  województwa płockiego. W latach 1975–1998 miejscowość administracyjnie należała do województwa płockiego.
Urodził się tu Zygmunt Franciszek Policiewicz – kapitan lotnictwa Wojska Polskiego, cichociemny.